# Burg Vartnov
Die Burg Vartnov (deutsch Burg Wartnau, auch Burg Wartenau) sind die Ruinenreste einer Höhenburg im Okres Opava in der Region Moravskoslezský kraj in Tschechien. Sie liegen sechs Kilometer südöstlich von Krnov (Jägerndorf) auf einem Hügel am rechten Ufer der Čižina, einem rechten Nebenfluss der Oppa. Das Gebiet gehört zum Kataster von Úblo (Aubeln).

## Geschichte
Es ist nicht bekannt, wann die Burg Wartnau errichtet wurde. Es wird vermutet, dass sie Anfang des 14. Jahrhunderts durch Angehörige des Geschlechts von Warta entstand, die zum Hofstaat des Troppauer Herzogs Nikolaus II. gehörten und von denen sich der Burgname Wartnau/Wartenau ableitet. Nachdem die Herren von Warta 1349 Burggrafen auf der Burg Landek wurden, gelangte die Burg vermutlich an Wok/Vok I. von Holstein. Die Vermutung wird dadurch gestützt, dass Wok 1356 am Troppauer Landtag teilnahm, woraus geschlossen werden kann, dass er auf dem Gebiet des Herzogtums über Besitzungen verfügt haben muss. Da er zudem 1357 in Brünn ein Dokument des Herzogs Nikolaus II. bezeugte, mit dem dem Deutschen Orden das Patronat über die St.-Martins-Kirche in Jägerndorf übertragen wurde, kann davon ausgegangen werden, dass Wok zu den Persönlichkeiten gehörte, die bei Jägerndorf über Besitz verfügten.
Woks Sohn Stephan/Štěpán I. ist für das Jahr 1376 mit dem Prädikat „von Wartnau“ (lateinisch Stephanus de Holnstayn dictus de Wartnow) belegt. 1377 bestand die Herrschaft Vartnov (Wartennaw der festen) aus Bronsdorf (Brumovice), Lodonicz (Loděnice), Vbla (Úblo), halb Spachowicz (Leskovec nad Moravicí) und dem Dorf Wockendorf (Jelení) sowie der Stadt Horní Benešov.
1421 musste Stephans gleichnamiger Sohn Stephan/Štěpán II. von Holštejn/Holstein die Burg an den Troppau-Ratiborer Herzog Johann II. abgeben. Nachfolgend wurde die Burg von herzöglichen Hauptleuten verwaltet. Als solche sind für das Jahr 1422 Andreas/Ondřej von Wartnau (Ondrzeg, starosta z Wrattnowa), 1426/27 Nikolaus/Mikuláš von Wartnau belegt. Vor 1450 gelangte die Burg an den Troppauer Landeshauptmann Bernhard Birka von Nassiedel (Bernard Bírka z Násile), der später auf Seiten des böhmischen Königs Georg von Podiebrad stand. Deshalb wurde die Burg während der böhmisch-ungarischen Thronfolgekriege 1474 vom ungarischen König Matthias Corvinus zerstört. Ein Wiederaufbau erfolgte nicht.
Seit 1958 ist die Ruine ein Kulturdenkmal.